# Кручин, Андрей Александрович
Андрей Александрович Кручин (6 октября 1970, Ярославль) — советский и российский футболист, защитник, футбольный тренер.

## Биография
Воспитанник СДЮСШОР «Ярославец» (Ярославль). В соревнованиях мастеров дебютировал в 1990 году в составе клуба «Уралец» (Уральск) во второй низшей лиге. В последнем сезоне первенства СССР выступал за ростовские СКА и «Ростсельмаш».
В 1992 году вернулся в Ярославль и в составе «Шинника» принял участие в первом сезоне чемпионата России. Дебютный матч в высшей лиге сыграл 8 апреля 1992 года против московского «Торпедо», заменив на 83-й минуте Игоря Казьмина. Со следующего тура стал игроком стартового состава клуба. Всего в сезоне 1992 года сыграл 26 матчей в чемпионате страны, а его команда вылетела из высшей лиги. В дальнейшем футболист выступал за ярославский клуб в первой лиге до 1995 года и сыграл 81 матч в первенствах страны.
После ухода из «Шинника» около десяти лет играл в командах второго дивизиона и любительских соревнованиях. В 1999 году был в составе подмосковного «Сатурна», игравшего в премьер-лиге, но выходил на поле только за дублирующий состав. Завершил спортивную карьеру в 2004 году.
Окончил Высшую школу тренеров (2007). По состоянию на 2018 год работает детским тренером в ДЮСШ «Звезда» (Серпухов). В 2017 году был награждён благодарственными письмами Московской областной Думы и главы города Серпухова. Неоднократно, в том числе в 2011 году, работал с взрослой любительской командой «Серпухов».